# Åke Ihrfelt
Åke Nils Agne Ihrfelt, född den 22 augusti 1930 i Hosjö församling, Kopparbergs län, död den 27 december 1991 i Stockholm, var en svensk jurist och ämbetsman. Han var son till Agne Ihrfelt och far till Johan Ihrfelt.
Ihrfelt avlade studentexamen i Göteborg 1949 och juris kandidatexamen vid Lunds universitet 1953. Han genomförde tingstjänstgöring i Hallands södra domsaga 1955–1957. Ihrfelt blev fiskal i Hovrätten för Västra Sverige 1958, adjungerad ledamot där 1961, assessor 1964 och hovrättsråd i Hovrätten för Västra Sverige 1973, i Svea hovrätt 1976. Han var sakkunnig i Justitiedepartementet 1971–1976, departementsråd där 1977–1981 och lagman i Svea hovrätt från 1982 till sin död. Ihrfelt vilar på Bromma kyrkogård i Stockholm.